# Joshua Angrist
Joshua David Angrist (sinh ngày 18 tháng 9 năm 1960) là một nhà kinh tế học người Mỹ gốc Do Thái, là giáo sư kinh tế học tại Viện Công nghệ Massachusetts. Năm 2021, Angrist đã được trao giải tưởng niệm Nobel trong Khoa học Kinh tế, cùng với David Card và Guido Imbens. Angrist và Imbens đã chia sẻ một nửa giải thưởng "vì những đóng góp về phương pháp luận của họ trong việc phân tích các mối quan hệ nguyên nhân và kết quả."
Ông được xếp vào hàng những nhà kinh tế hàng đầu thế giới về kinh tế học lao động, kinh tế học đô thị, và kinh tế học giáo dục, và được biết đến với việc sử dụng các thiết kế nghiên cứu bán thực nghiệm (chẳng hạn như biến công cụ) để nghiên cứu tác động của các chính sách công và những thay đổi trong hoàn cảnh kinh tế hoặc xã hội. Ông là đồng sáng lập và đồng giám đốc của MIT's Trường Sáng kiến về Hiệu quả & Bất bình đẳng của MIT, nghiên cứu mối quan hệ giữa vốn nhân lực và bất bình đẳng thu nhập ở Hoa Kỳ.

## Tiểu sử
Sinh ra trong một gia đình Do Thái ở Columbus, Ohio và lớn lên ở Pittsburgh, Pennsylvania, Angrist theo học tại Cao đẳng Oberlin, nơi anh nhận bằng Cử nhân ngành kinh tế vào năm 1982. Anh sinh sống ở Israel từ năm 1982 cho đến năm 1985 và phục vụ trong lính dù trong Lực lượng Phòng vệ Israel. 
Angrist nhận bằng M.A. Và Tiến sĩ về kinh tế tại Đại học Princeton lần lượt vào năm 1987 và 1989.